# Tom Smith
Thomas Henry Michael "Tom" Smith (nascido em 29 de abril de 1981) é um músico Inglês. Ele é vocalista, letrista, tecladista e guitarrista da banda de indie rock Editors.
O estilo do vocal de Smith tem sido comparado ao Ian Curtis, do Joy Division, Paul Banks do Interpol, Robert Smith do The Cure e Michael Stipe do R.E.M.. Alcance vocal de Smith é barítono, mas ele utiliza falsete para alcançar notas mais altas. Seu uso do falsete foi notada em seu mais recente álbum, In This Light and on This Evening. Sua guitarra principal é uma Gibson ES-335, e ele também desempenha um Custom Fender Telecaster.
Quando Smith perdeu a voz durante o show SXSW 2006, a banda teve que cancelar a última música de seu primeiro show.
Em julho de 2008, ele contribuiu com um cover de "Bonny" (por Prefab Sprout) para a edição britânica do álbum de caridade Independents Day. Ele contribuiu com vocais para a canção "The Good Book" por Tired Pony no álbum de 2010 The Place We Ran From.
Em 2011, Smith contribuiu com vocais para 'Joshua' da banda The Japanese Popstars. Em outubro do mesmo ano, Smith anunciou o álbum de colaboração com Andy Burrows, de I Am Arrows, We Are Scientists e Razorlight. Seu álbum Funny Looking Angels foi lançado em 28 de novembro de 2011. Em Dezembro de 2011 Smith e Burrows desempenhou uma série de shows por toda a Europa.
Smith realizou um show solo em fevereiro de 2012, em Bruxelas, Bélgica, onde ele cantou músicas antigas e novas do Editors

## Vida pessoal
Smith é de Stroud, Gloucestershire e estudou em Woodchester Escola Dotado primária, onde aprendeu a tocar violão sob a orientação do Sr. Headteacher Holanda. Mais tarde, frequentou Archway School, onde sua mãe e seu pai, John Smith e Sylvia Smith agora trabalham como professores de Física e Química.
Como um adolescente Smith ouviu britpop álbuns da banda e canções que incluíram Oasis Definitely Maybe e álbuns do Blur Parklife. "De repente, tudo o que eu queria fazer era estar em uma banda", disse Smith. "Aprendi a tocar violão por ouvir esses registros.", Contradizendo a sua história anterior sobre Mr Holland.
Mais tarde, estudou tecnologia de música na Universidade de Staffordshire, onde conheceu outros membros da banda Editors. Ele vive em Londres com sua parceira Edith Bowman. O casal tem um filho, Rudy Brae Bowman Smith, que nasceu em 10 de junho de 2008.

## Esforços humanitários
Converse Smith sapatos All-Stars de basquete, usado em 2007 do V Festival, foi colocado à venda no eBay site na internet em um leilão de caridade para arrecadar dinheiro para MAG (Mines Advisory Group). Em abril de 2011 Smith correu a Maratona de Londres junto com companheiro de banda, Russell Leetch. Eles levantaram mais de 10.000 libras para a Oxfam.